# GE Celma

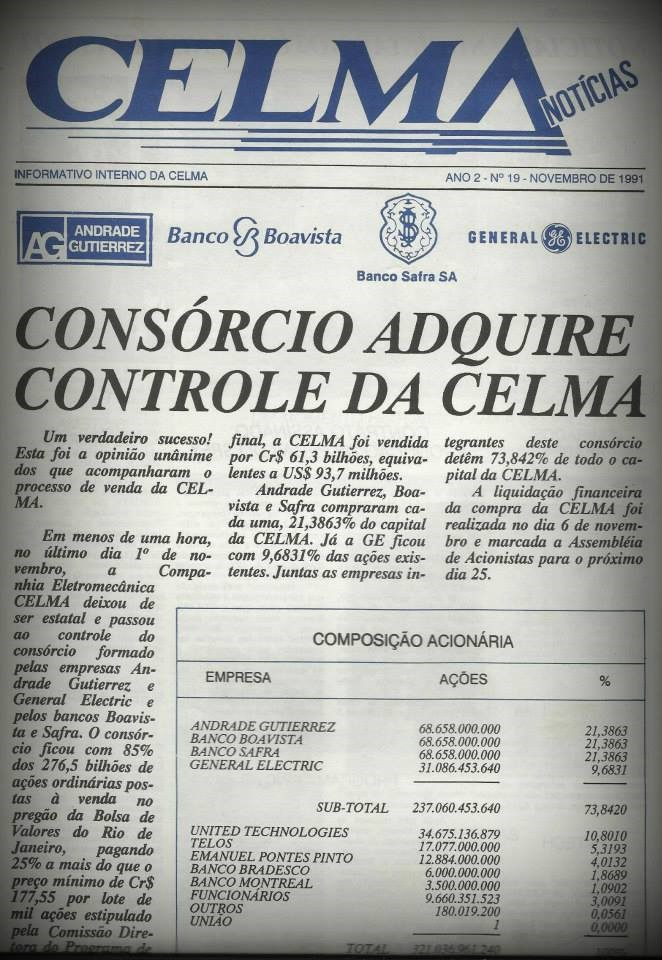
Informativo Interno da Celma - Novembro de 1991

A GE Celma foi criada em 1951 pela família Rocha Miranda como Companhia Eletromecânica Celma, sediada na cidade de Petrópolis, no Rio de Janeiro. Criada como uma empresa de equipamento eletromecânico, fabricava e fazia manutenção de eletrodomésticos, ferramentas elétricas e autopeças.
A empresa fazia manutenção dos motores das aeronaves da Panair do Brasil e de empresas estrangeiras que atuavam no país, além dos motores das aeronaves da Força Aérea Brasileira.

## História
Em 1957 passou a fazer a manutenção de motores aeronáuticos a pistão e em seguida, motores a reação, quando foi adquirida pela Panair do Brasil. 
Durante a ditatura militar a Celma foi tomada e passou a prestar serviços de manutenção e fabricação aeronáutica prioritariamente para a Força Aérea Brasileira. O processo de estatização teve início em 1965 após a suspensão de todas as concessões da Panair do Brasil através de despacho assinado pelo Presidente da República, o Marechal Castelo Branco e pelo ministro da Aeronáutica, brigadeiro Eduardo Gomes. Em Janeiro de 1966 a Celma foi finalmente estatizada, sendo desapropriada em favor da União Federal através de decreto expedido pelo Presidente, que a declarava de utilidade pública para a nação.
Em 1991 a Celma foi privatizada pelo governo do Presidente Fernando Collor, no mesmo processo de privatização da Companhia Siderúrgica Nacional (CSN) e da Embraer. A Celma, maior empresa de manutenção de motores aeronáuticos do país foi vendida por US$ 95,6 milhões, para um consórcio formado pela empreiteira Andrade Gutierrez e os bancos Safra e Boavista.
A aquisição pelo conglomerado americano General Electric (GE) ocorreu em setembro de 1996. A GE possuía até então 9,7% de participação societária na Celma e passou a aproximadamente 74%, se tornando controladora majoritária. Especula-se que a gigante americana tenha desembolsado US$ 150 milhões pela aquisição. Em setembro de 1998 foi criada a GE VARIG Engine Services com base no Aeroporto Internacional do Rio de Janeiro-Galeão. A GE Celma teria 95% de participação enquanto a Varig teria apenas 5% na nova joint venture.
A empresa emprega cerca de mil funcionários e seu faturamento anual ultrapassa US$ 1 bilhão, sendo assim classificada entre as 20 maiores exportadoras brasileiras em 2014. Em 2017, teve início a instalação de uma nova unidade da GE Aviation na cidade de Três Rios (RJ).
A GE Celma, uma subsidiária da norte-americana GE Aviation, está certificada pela ANAC, EASA e FAA para realizar serviços de manutenção e testes em motores General Electric modelos CF6, CF34 e GEnx, assim como motores fabricados pela CFM International modelos CFM56 e LEAP. A empresa também realiza reparo de componentes, reparo de acessórios, ensaios não destrutivos (inspeção por correntes parasitas, inspeção por líquido penetrante, inspeção por partículas magnéticas, inspeção por ultrassom, inspeção radiográfica) e processos especiais de soldagem TIG, soldagem por feixe de elétrons, metalização por plasma, metalização por chama de alta velocidade e galvanoplastia de Níquel, Cromo, Prata e Platina.